# 920

## Събития
- Караханидският владетел Сатук Бугра приема исляма.

## Родени
- Лиутпранд, епископ на Кремона († 972)
- Луи IV, крал на Франция († 954)